# Багдасарян, Геворк Ервандович
Геворк Ервандович Багдасарян (арм. Գևորգ Երվանդի Բաղդասարյան; 26 января 1936, Цахкаовит — 5 ноября 2023) — советский и армянский механик, заведующий кафедрой высшей алгебры и геометрии Армянского государственного педагогического университета. Заслуженный деятель науки Республики Армения (2011), доктор технических наук (1978).

## Биография
Родился 26 января 1936 года в селе Цахкаовит (в настоящее время — Арагацотнская область Республики Армения).
Окончил среднюю школу в Апаране (1953) и отделение механики физико-математического факультета Ереванского государственного университета (1958, с отличием).
В 1958—1988 годах работал в Институте механики АН Армянской ССР: младший научный сотрудник (1958—1964), старший научный сотрудник (1964—1979), заведующий отделом магнитоупругости (1979—1988), в 1986—1987 годах — директор института.
С 1983 года по совместительству был профессором кафедры математических методов и моделирования факультета прикладной математики и информатики Ереванского государственного университета. С 1988 года научно-педагогическая деятельность стала его основной работой.
В 1988—2001 годах был заведующим кафедрой, с 1993 по 1995 год — деканом факультета прикладной математики и информатики ЕГУ.
В 1994—1998 годах — ректор Армянского государственного педагогического института. В 1998—2002 годах — председатель Высшей аттестационной комиссии РА. В 2002—2007 годах — советник ректора ЕГУ.
С 2006 года и по настоящее время (2015) является главным научным сотрудником Института механики НАН РА.
В 1964 году присвоена ученая степень кандидата технических наук (тема диссертации «Задачи устойчивости анизотропных оболочек и пластин, обтекаемых сверхзвуковым потоком газа»).
В 1978 году присвоена ученая степень доктор физико-математических наук, тема диссертации «Задачи магнитоупругости тонких пластин и оболочек». Профессор (1979).
В 1990 году избран членом-корреспондентом АН Армянской ССР, в 1994 году — академиком НАН РА.
Скончался 5 ноября 2023 года на 88-м году жизни.

## Научная деятельность
Создатель теории магнитоупругости — совместно с академиком С. А. Амбарцумяном и профессором М. В. Белубекяном.

## Награды
- Заслуженный деятель науки Республики Армения (3.09.2011)[2].

## Из библиографии
- Магнитоупругость тонких оболочек и пластин / С. А. Амбарцумян, Г.Е. Багдасарян, М.В. Белубекян. - Москва : Наука, 1977. - 272 с.
- Электропроводящие пластинки и оболочки в магнитном поле / С.А. Амбарцумян, Г.Е. Багдасарян. - Москва : Физ.-мат. лит., 1996. - 285 с.; ISBN 5-02-015014-2
- Колебания и устойчивость магнитоупругих систем / Г. Е. Багдасарян. - Ереван : Ереван. гос. ун-т : Тигран Мец, 1999. - 437 с.; ISBN 99930-52-06-X
- Электромагнитоупругие волны / Г. Е. Багдасарян, З. Н. Даноян. Ереван, ЕГУ, 2006.
- Baghdasaryan G., Mikilyan M. Effects of magnetoelastic interactions in conductive plates and shells. Springer, 2016).

### Диссертации
- Багдасарян, Геворг Ервандович. Некоторые вопросы магнитоупругости тонких пластин и оболочек : дис. ... докт. физ.-матем. наук : 01.02.04. - Ереван, 1975. - 222 с.